# Tabuelan
Tabuelan è una municipalità di quinta classe delle Filippine, situata nella Provincia di Cebu, nella Regione del Visayas Centrale.
Tabuelan è formata da 12 baranggay:
- Bongon
- Dalid
- Kanlim-ao
- Kanluhangon
- Kantubaon
- Mabunao
- Maravilla
- Olivo
- Poblacion
- Tabunok
- Tigbawan
- Villahermosa